# Lithium
Lithium eller litium (fra græsk: λίθος lithos, "sten") er et grundstof med symbolet Li og atomnummeret 3. Det er et blødt, sølv-hvidt metal tilhørende gruppen af alkalimetaller i det periodiske system. Ved standardbetingelser er det det letteste metal og det faste grundstof med mindst massefylde. Lithium er, som alle alkalimetaller, stærkt reaktivt og brændbart, og af denne grund opbevares det normalt i mineralolie. Når det skæres åbent, udviser det en metallisk glans, men ved kontakt med fugtig luft korroderer overfladen hurtigt til en mat, sølvgrå farve og senere falmet sort. På grund af dets høje reaktivitet forekommer lithium aldrig frit i naturen, men i stedet kun i forbindelser, som normalt er ioniske. Lithium forekommer i en række pegmatitiske mineraler, men på grund af dets opløselighed som en ion er det til stede i havvand og udvindes typisk fra saltlager og ler. På kommercielt niveau isoleres lithium elektrolytisk fra en blanding af lithiumklorid og kaliumklorid.
Lithiums kerne er på kanten af ustabilitet, da de to stabile lithiumisotoper, der er blevet fundet i naturen, har nogle af de laveste bindingsenergier pr. nukleon ud af alle stabile nuklider. På grund af dets relative nukleare ustabilitet er lithium mindre almindeligt i solsystemet end 25 ud af de første 32 grundstoffer, selvom dets atomkerner har en meget lav atomvægt. Af lignende grunde har lithium flere vigtige anvendelser indenfor atomfysik. Lithiumatomers transmutation til helium i 1932 var den første fuldt menneskeskabte kernereaktion, og lithium-6-deuterid er fusionsbrændsel i visse typer termonukleare våben.
Lithium og dets forbindelser har forskellige industrielle anvendelser, såsom varmeresistent glas og keramik, lithiumsæbe, flux til jern-, stål- og aluminiumproduktion, lithiumbatterier og lithium-ion-batterier. Disse sektorer står til sammen for anvendelsen af mere end tre fjerdedele af al den lithium, der produceres.
Spormængder af lithium findes i alle organismer. Grundstoffet tjener tilsyneladende ingen livsvigtig biologisk funktion, da dyr og planter fint kan overleve uden det, men det er dog ikke blevet endeligt udelukket, at lithium kunne tjene mindre, uvæsentlige funktioner. Nogle undersøgelser har peget i retning af, at lithium kan være et essentielt sporstof, og at det kan medvirke til at forlænge menneskers liv. Lithium-ionen Li+, anvendt som en af flere lithiumsalte, har vist sig at være en effektiv humørstabilisator ved behandling af bipolar affektiv sindslidelse hos mennesker.

## Egenskaber

### Atomiske og fysiske
Ligesom de andre alkalimetaller har lithium en enkelt valenselektron, der nemt opgives til dannelse af en kation. Dette faktum gør lithium til en god leder af både varme og elektricitet såvel som et stærkt reaktivt grundstof, selvom det dog er det mindst reaktive alkalimetal. Lithiums lave reaktivitet skyldes dets valenselektrons nærhed til dets kerne (de tilbageværende to elektroner er i 1s-kredsløb ved meget lavere energi og medvirker ikke til kemiske bindinger).
Lithiummetal er blødt nok til at kunne skæres med en kniv. Når det skæres ud, får det en sølvhvid farve, der hurtigt ændres til grå efterhånden, som det oxiderer til lithiumoxid. Selvom det har et af de laveste smeltepunkter af alle metaller (180 °C), er det dog stadig det alkalimetal med højest smelte- og kogepunkt.
Lithium har en meget lav massefylde (0,534 g/cm3) sammenligneligt med fyrretræ. Det er det mindst fyldige af alle de grundstoffer, der har fast form ved rumtemperatur; det næst-letteste faste grundstof (kalium, på 0,862 g/cm3) har mere end 60 % større massefylde. Bortset fra helium og hydrogen har det derudover mindre massefylde end noget flydende grundstof, idet dets massefylde er blot 2/3 af flydende kvælstofs (0,808 g/cm3). Lithium kan flyde på de letteste hydrocarbon-olier og er et af kun tre metaller, der kan flyde på vand (de to andre er alkalimetallerne natrium og kalium).
Lithiums termiske ekspansionskoefficient er det dobbelte af aluminiums og næsten fire gange så stor som jerns. Lithium er superledende under 400 μK ved standardtryk og ved højere temperaturer (mere end 9 K) ved mere højt tryk (>20 GPa). Ved temperaturer under 70 K gennemår lithium, ligesom natrium, diffusionsløse faseforandrende transformationer. Ved 4,2 K har det et rhombohedralt krystalsystem; ved højere temperaturer transformeres det til en kubisk rumcentreret krystalstruktur. Ved flydende-helium-temperaturer (4 K) er den rhombohedrale struktur oftest forekommende. Der er fundet flere allotropiske lithiumformer ved højt tryk.
Lithium har en masse-specifik varmekapacitet på 3,58 kilojoules pr. kilogram-kelvin, hvilket er det højeste ud af alle faste grundstoffer. Af denne grund anvendes lithiummetal ofte i forbindelse med afkøling ved forskellige typer varmeoverførsel.

### Kemi og forbindelser
Lithium reagerer nemt med vand, men med betydeligt mindre energi end andre alkalimetaller. Reaktionen danner hydrogengas og lithiumhydroxid i vandig opløsning. På grund af dets reaktivitet med vand opbevares lithium normalt forsegnet med hydrocarbon - ofte vaseline. Selvom de tungere alkalimetaller kan opbevares i stoffer med større massefylde, såsom mineralolier, er lithiums massefylde ikke stor nok til, at det kan nedsænkes fuldstændigt i disse væsker. I fugtig luft får lithium hurtigt et sort lag af lithiumhydroxid (LiOH og LiOH·H2O), lithiumnitrid (Li3N) og lithiumcarbonat (Li2CO3, resultatet af en sekundær reaktion mellem LiOH og CO2).
Når de placeres over en flamme, vil lithiumforbindelser afgive en bemærkelsesværdig blodrød farve, men når det brænder stærkt, vil flammen blive klart sølvfarvet. Lithium vil antænde og brænde i oxygen, når det udsættes for vand eller vanddampe. Lithium er brændbart og potentielt eksplosivt, når det udsættes for luft og især vand, selvom dette dog er til en mindre grad, end det er tilfældet med de andre alkalimetaller. Lithium-vand-reaktionen er ved normale temperaturer livlig, men dog mild, da den producerede hydrogen ikke antænder af sig selv. Som det er tilfældet med alle alkalimetaller, er lithiumbrande svære at udslukke, og der behøves normalt klasse D-pulverslukkere. Lithium er det eneste metal, der reagerer med nitrogen ved normale tilstande.
Lithium har et diagonalt forhold med magnesium, et grundstof med lignende atom- og ionradius. Blandt de kemiske ligheder mellem de to metaller er også dannelsen af et nitrid ved reaktion med N2, dannelsen af et oxid (Li2O) og peroxid (Li2O2), når det brændes i O2, salte med lignende opløseligheder, samt carbonaterne og nitridernes termiske ustabilitet. Metallet reagerer med hydrogengas ved høje temperaturer, hvor det producerer lithiumhydrid (LiH).
Blandt andre kendte binære forbindelser er halogenider (LiF, LiCl, LiBr, LiI), sulfid (Li2S), superoxid (LiO2) og carbid (Li2C2). Der kendes også mange andre uorganiske forbindelser, hvori lithium kombinerer med anioner og danner salte: borater, amider, carbonater, nitrater eller borohydrid (LiBH4). Lithiumaluminiumhydrid (LiAlH4) bruges ofte som et reduktionsmiddel ved organisk syntese.
Mange lithiumorganiske reagenser vides at have direkte bindinger mellem carbon- og lithiumatom, hvor de reelt skaber en carbanion. Disse er ekstremt kraftfulde baser og nukleofiler. I mange af disse lithiumorganiske forbindelser har lithiumionerne en tendens til at samle sig i høj-symmetriske klynger for sig selv, hvilket er relativt normal opførsel blandt alkalikationer. LiHe, en meget svagt interagerende van der Waals-forbindelse, er blevet identificeret ved meget lave temperaturer.

### Isotoper
Naturligt forekommende lithium består af to stabile isotoper, 6Li og 7Li, hvoraf den sidste er hyppigst forekommende (92,5 % af den naturlige forekomst). Begge de naturlige isotoper har abnormt lav kernefysisk bindingsenergi pr. nukleon (sammenlignet med de nærliggende grundstoffer i det periodiske system, helium og beryllium); lithium er det eneste grundstof med lavt nummer, der kan producere nettoenergi gennem kernefission. De to lithiumkerner har lavere bindingsenergi pr. nukleon end nogen anden stabil nuklid, bortset fra deuterium og helium-3. Som resultat af dette er lithium, på trods af sin meget lette atomvægt, mindre almindeligt i Solsystemet end 25 af de første 32 grundstoffer. Syv radioisotoper er blevet beskrevet, hvoraf de mest stabile er 8Li med en halveringstid på 838 ms og 9Li med en halveringstid på 178 ms. Alle de tilbageværende radioaktive isotoper har halveringstider, der er kortere end 8,6 ms. Den mest kortlivede lithiumisitio er 4Li, som henfalder gennem protonemission og har en halveringstid på 7,6 × 10−23 s.
7Li er et urgrundstof (eller rettere, urnuklider), der blev produceret ved Big Bang-nukleosyntese. En lille mængde af både 6Li og 7Li produceres i stjerner, men menes at blive "brændt" lige så hurtigt som det produceres. Yderligere små mængder lithium af både 6Li og 7Li kan genereres fra solvind, kosmisk stråling, der rammer tungere atomer, og fra radioaktivt henfald af 7Be og 10Be fra det tidlige solsystem. 7Li kan også genereres i carbonstjerner.
Lithiumisotoper fraktionerer betragteligt i en lang række naturlige processer, heriblandt mineralformation (kemisk udfældning), metabolisme og ionudveksling. Lithiumioner substituerer for magnesium og jern i oktaedriske steder i lermineraler, hvor 6Li foretrækkes frem for 7Li, hvilket resulterer i berigelse af den lette isotop ved hyperfiltrering og klippeforandring. Den eksotiske 11Li vides at udvise en nuklear glorie. En proces kendt som Atomic vapor laser isotope separation (forkortet "ALVIS") kan bruges til at separere lithiumisotoper, især 7Li fra 6Li.
Atomvåbenmanufaktur og andre atomfysiske anvendelser er en stor kilde til kunstig lithiumfraktionering, hvor den lette isotop 6Li opbevares i industrielle og militære lagerbeholdninger i en sådan grad, at det har medført en lille, men målbar forandring i mængdeforholdet mellem 6Li og 7Li i naturlige kilder, såsom floder. Dette har ført til en usædvanlig usikkerhed omkring lithiums standardiserede atomvægt, siden denne kvantitet afhænger af den naturlige forekomst af de naturligt forekommende lithiumisotoper.

## Forekomst

### I rummet
Ifølge moderne kosmologisk teori var lithium — i form af begge stabile isotoper (lithium-6 og lithium-7) — et af de 3 grundstoffer, der blev syntetiseret i Big Bang. Selvom mængden af lithium, der blev genereret i Big Bang-nukleosyntese, afhænger af antallet af fotoner pr. baryon, kan lithiummængden udregnes ud fra de accepterede værdier, og der er herigennem fundet en "kosmologisk lithiumdiskrepans" i universet: ældre stjerner lader til at indeholde mindre lithium, end de burde, og nogle yngre stjerner har meget mere. Manglen på lithium i ældre stjerner skyldes tilsyneladende "blandingen" af lithium ind i stjernernes indre, hvor det bliver ødelagt, mens lithium derimod produceres i yngre stjerner. Selvom det forvandles til to heliumatomer pga. kollision med en proton ved temperaturer på mere end 2,4 millioner grader Celsius (en temperatur som de fleste stjerner nemt kan opnå i deres indre), forekommer lithium oftere i stjerner af yngre dato end de fleste moderne beregninger ellers forudsiger.
Selvom det var et af de tre første grundstoffer, der blev syntetiseret i Big Bang, er lithium, sammen med beryllium og bor, betydeligt mindre udbredt end andre grundstoffer. Dette skyldes de lave temperaturer, der skal til for at ødelægge lithium, såvel som en mangel på almindelige processer til at producere det.
Lithium findes også i brune dværge og bestemte anormale orange stjerner. Dets tilstedeværelse i stjernernes spektre kan bruges i "lithiumtesten" til at differentiere mellem brune og røde dværge, idet lithium er til stede i de kølige brune dværge, men ødelægges i de varmere røde dværge. Visse orange stjerner kan også indeholde en høj koncentration af lithium. De orange stjerner, der har en usædvanligt høj lithiumkoncentration (såsom Centaurus X-4), er i kredsløb omkring massive objekter — neutronstjerner eller sorte huller — hvis tyngdekraft tilsyneladende trækker tungere lithium til overfladen på en hydrogen-helium-stjerne, hvilket gør at mere lithium kan observeres.

### På Jorden
| Land                  | Produktion | Reserver   |
| --------------------- | ---------- | ---------- |
| Argentina             | 3.800      | 2.000.000  |
| Australien            | 13.400     | 1.500.000  |
| Brasilien             | 160        | 48.000     |
| Canada (2010)         | 480        | 180.000    |
| Chile                 | 11.700     | 7.500.000  |
| Folkerepublikken Kina | 2.200      | 3.200.000  |
| Portugal              | 300        | 60.000     |
| Zimbabwe              | 900        | 23.000     |
| Verden samlet         | 32.500     | 14.000.000 |

Selvom lithium distribueres omfattende på Jorden, forekommer det ikke naturligt i sin grundstofform på grund af dets høje reaktivitet. Havvands overordnede lithiumindhold vurderes til gengæld at være meget højt, på omkring 230 milliarder ton, hvor grundstoffet eksisterer i en relativt konstant koncentration på 0,14 til 0,25 ppm, or 25 micromolar; med højere koncentrationer nær hydrotermiske væld (op til 7 ppm).
Vurderingerne af lithiumindholdet i Jordens skorpe går fra 20 til 70 ppm efter vægt. I overensstemmelse med sit navn udgør lithium en mindre del af magmatiske bjergarter, hvoraf den største koncentration er i granit. Granitisk pegmatitter udgør også den største forekomst af lithium-indeholdende mineraler, hvoraf spodumen og petalit er de mest kommercielt tilgængelige kilder. Et andet vigtigt lithiummineral er lepidolit. En nyere kilde til lithium er hectorit, som i øjeblikket kun aktivt udvindes af Western Lithium Corporation i USA. Med 20 mg lithium prr kg af Jordens skorpe er lithium det 25. mest forekommende grundstof. Skønt lithium findes i mange sten og nogle saltlage, er det et relativt sjældent grundstof, da det normalt kun findes i meget små koncentrationer. Der findes således relativt mange lithiummineral-depoter i jorden, men meget få af dem er af potentiel kommerciel værdi. Mange er meget små eller af for ringe kvalitet.
US Geological Survey vurderede i 2010, at Chile havde langt de største lithiumreserver (7,5 millioner ton) og den største årlige produktion (8.800 ton). En af de største lithium-"reservebaser" er Salar de Uyuni-områder i Bolivia, som har 5,4 millioner ton. Blandt andre store leverandører er Australien, Argentina og Kina.
I juni 2010 rapporterede New York Times, at amerikanske geologer gennemførte jordundersøgelser på udtørrede saltsøer i det vestlige Afghanistan, da man mente, at der befandt sig en stor lithiumaflejring der. Ansatte hos Pentagon fortalte i den forbindelse, at deres oprindelige analyse af en lokation i Ghazni-provinsen viste potentiale for lithiumaflejringer på størrelse med Bolivias. Disse estimater er hovedsageligt baseret på gamle data, som blev indsamlet af Sovjetunionen under besættelsen af Afghanistan i perioden 1979–1989. Stephen Peters, chef for USGS's Afghanistan Minerals Project, udtalte, at han ikke var opmærksom på USGS-involvering i nogle nye mineralundersøgelser i Afghanistan.

### I biologien
Lithium findes i spormængder i mange planter, plankton og hvirvelløse dyr, i koncentrationer af 69 til 5.760 ppb. Koncentrationen er lidt mindre i hvirveldyr, og næsten alle hvirveldyrs væv og kropsvæsker indeholder lithium på et niveau fra 21 til 763 ppb. Marine organismer har en tendens til at bioakkumulere mere lithium end jordbaserede organismer. Det er uvist, hvorvidt lithium har en fysiologisk rolle i nogle af disse organismer, men ernæringsstudier hos pattedyr indikerer en vis vigtighed for helbredet og en klassifikation som essentielt sporstof med en anbefalet daglig tilførsel på omkring 1 mg/dag. 
Små mængder af lithium i drikkevand synes at beskytte mod demens,
og forsøg med mus kunne antyde en mulig effekt fra lithium i forbindelse med Alzheimers sygdom.
Observationsstudier i Japan rapporterede i 2011, at naturligt forekommende lithium i drikkevand kan forlænge menneskers liv.

## Historie
Petalit (LiAlSi4O10) blev opdaget i 1800 af den brasilianske kemiker og statsmand José Bonifácio de Andrada e Silva i en mine på øen Utö i Sverige. Det var dog først i 1817 Johan August Arfwedson, der arbejdede i laboratoriet hos kemikeren Jöns Jakob Berzelius, opdagede tilstedeværelsen af et nyt grundstof, mens han analyserede petalitmalm. Dette grundstof dannede forbindelser meget lig natriums og kaliums, selvom dets carbonat og hydroxid var mindre vandopløselige og mere alkaliske. Berzelius gav det alkaliske materiale navnet "lithion/lithina", fra det græske ord λιθoς (translittereret som lithos, betydende "sten"), for at reflektere dets opdagelse i et fast mineral, i modsætning til kalium, som var blevet opdaget i planteaske, og natrium, som delvist var kendt for sin rigelige forekomst i dyreblod. Han navngav metallet i materialet "lithium".
Arfwedson påviste senere, at dette samme grundstof var til stede i mineralerne spodumen og lepidolit. I 1818 var Christian Gmelin den første til at bemærke, at lithiumsalte giver en flamme en tydelig rød farve. Både Arfwedson og Gmelin forsøgte (og fejlede i) at isolere det rene grundstof fra dets salte. Det blev ikke isoleret før 1821, da William Thomas Brande udvandt det ved elektrolyse af lithiumoxid i en proces, der tidligere var blevet anvendt af kemikeren Sir Humphry Davy til at isolere alkalimetallerne kalium og natrium. Brande beskrev også nogle rene lithiumsalte, såsom dets klorid, og vurderede lithiums atomvægt til at være på omkring 9,8 g/mol (moderne værdi ~6,94 g/mol), idet han vurderede, at lithia (lithiumoxid) indeholdt omkring 55 % metal. I 1855 blev større mængder lithium produceret gennem elektrolyse af lithiumklorid af Robert Bunsen og Augustus Matthiessen. Opdagelsen af denne procedure førte til, at det tyske selskab Metallgesellschaft AG i 1923 påbegyndte en kommerciel lithiumproduktion ved at foretage elektrolyse af en flydende blanding af lithiumklorid og kaliumklorid.
Produktionen og anvendelsen af lithium har gennemgået flere drastiske forandringer igennem historien. Den første store anvendelse af lithium var som høj-temperaturs lithiumfedt til flymotorer og lignende anvendelse under og efter anden verdenskrig. Denne brug blev blandt andet udbredt pga. det faktum, at lithium-baseret sæbe har et højere smeltepunkt end andre alkaliske sæber og er mindre korrosiv end calcium-baserede sæber. Leverandørerne til det lille marked for lithiumsæber og lithiumfedt var for det meste små mineoperationer, hovedsageligt i USA.
Efterspørgslen efter lithium voksede betragteligt under den kolde krig i takt med produktionen af kernefusionsvåben. Både lithium-6 og lithium-7 producerer tritium, når de bestråles med neutroner, og er derfor nyttige til produktionen af tritium, såvel som som fast fusionsbrændstof til brug inde i hydrogenbomber i form af lithiumdeuterid. USA blev verdens ledende lithiumproducent i perioden mellem slutningen af 1950'erne og midten af 1980'erne. Til sidst nåede lithiumlageret omkring 42.000 ton lithiumhydroxid. Det lagrede lithium blev udtømt i lithium-6 med 75 %, hvilket var nok til at påvirke lithiums målte atomvægt i mange standardiserede kemikalier og selv lithiums atomvægt i nogle "naturlige kilder" til lithiumion, som var blevet "forurenet" af lithiumsalte udledt fra isotopseperationsfaciliteter, der var havnet i grundvandet.
Lithium blev brugt til at sænke glas' smeltetemperatur og til at forbedre aluminiumoxids smelteadfærd ved brug af Hall-Héroult-processen. Disse to anvendelser dominerede lithiummarkedet frem til midten af 1990'erne. Efter slutningen på atomkapløbet sank efterspørgslen efter lithium, og det amerikanske energiministerium begyndte at sælge ud af deres lithiumlager på det åbne marked, hvilket drev prisen yderligere ned. I midten af 1990'erne begyndte flere virksomheder dog at udvinde lithium fra saltlage, hvilket viste sig at være en billigere metode end minedrift i undergrunden. De fleste af minerne lukkede eller skiftede fokus til andre materialer, da kun malmen fra udlagt pegmatit kunne udvindes til en konkurrencedygtig pris. For eksempel lukkede de amerikanske miner nær Kings Mountain, North Carolina, før årtusindeskiftet.
I det nye årtusinde øgede udviklingen af lithium-ion-batterier pludselig efterspørgslen efter lithium, og i 2007 blev det den altdominerende anvendelse af grundstoffet. I kølvandet på den nye eksplosion i efterspørgsel udvidede nye virksomheder deres udvinding fra saltlage.

## Produktion
Lithiumproduktionen er steget betragteligt siden anden verdenskrig. Metallet separeres fra andre grundstoffer i magmatiske mineraler. Lithiumsalte udvindes fra vand i mineralkilder og saltlagepøle og -aflejringer. Metallet produceres gennem elektrolyse fra en blanding af smeltet 55 % lithiumklorid og 45 % kaliumklorid ved omkring 450 °C. I 1998 lå prisen omkring 95 USD/kg.

### Reserver
De identificerede lithiumreserver blev i 2008 af US Geological Survey (USGS) vurderet til på verdensplan at indeholde 13 millioner ton, selvom det dog er svært at måle lithiumreserver præcist.
Der findes aflejringer i Andesbjergene i Sydamerika. Chile er den førende producent, fulgt af Argentina. Begge lande udvinder lithium fra saltlagspøle. I USA udvindes lithium hovedsageligt fra saltlagspøle i Nevada. Halvdelen af verdens kendte reserver ligger dog i Bolivia, langs Andesbjergenes centrale østlige side. I 2009 forhandlede Bolivia med japanske, franske og koreanske virksomheder omkring at påbegynde udvikling. Ifølge USGS indeholder Bolivias Uyuni-ørken 5,4 millioner tons lithium. En nyligt opdaget aflejring i Wyoming's Rock Springs Uplift vurderes at indeholde 228.000 ton. Det er blevet ekstrapoleret frem til, at yderligere aflejringer i samme klippeformation kan indeholde op til 18 millioner ton.
Der er uenighed omkring vækstpotentialet. Et studie fra 2008 konkluderede, at realistisk opnåelig lithiumcarbonat-produktion vil kun række til en lille fraktion af fremtidig efterspørgsel på det globale PHEV- og EV-marked, at efterspørgsel fra den transportable elektronik-sektor vil absorbere meget af de planlagte produktionsstiginger i det næste årti, at masseproduktion af lithiumcarbonat ikke er miljømæssigt forsvarligt og vil forårsage uoprettelig økologisk skade på økosystemer, samt at liion-fremdriftssystemer er uforenelige med idéen om en 'grøn bil'.
Omvendt fandt et studie fra Lawrence Berkeley National Laboratory og University of California, Berkeley i 2011, at den nuværende vurderede reservebase af lithium ikke bør være en begrænsende faktor for batteriproduktion til elkøretøjer på stor skala, da man burde kunne bygge omkring 1 milliard 40 kWh Li-baserede batteier med de nuværende reserver - omkring 10 kg lithium pr. bil. Et andet studie fra forskere fra University of Michigan og Ford Motor Company i 2011 fandt, at der findes tilstrækkelige ressourcer til at understøtte global efterspørgsel frem til 2100, inklusive den lithium, der kræves til potentielt udbredt brug i transportsektoren. Studiet vurderede, at der på globalt plan findes 39 millioner ton lithimreserver, og at den samlede lithiumefterspørgsel i den 90-år-lange analyserede periode blev vurderet til 12-20 millioner ton afhængig af scenarierne vedrørende økonomisk vækst og genbrugsrater.
9. juni 2014 skrev Financialist, at lithiumefterspørgslen voksede med mere end 12 % om året; ifølge Credit Suisse overstiger denne rate den forventede tilgængelighed med 25 %. Udgivelsen sammenlignede lithiumsituationen anno 2014 med olie, hvor "højere oliepriser ansporede investering i dyre dybvands- og oliesands-produktionsteknikker"; det vil sige at prisen på lithium vil fortsætte med at stige indtil dyrere produktionsmetoder, der kan styrke det samlede output, kan vinde investorernes opmærksomhed.

### Prissætning
Efter Finanskrisen i 2007 droppede store leverandører såsom Sociedad Química y Minera (SQM) prisen på lithiumcarbonat med 20 %. Priserne steg igen i 2012. En Business Week-artikel i 2012 beskrev oligopolet, der hersker indenfor lithiumproduktion: "SQM, kontrolleret af milliardæren Julio Ponce, er de næststørste, fulgt af Rockwood, som støttes af Henry Kravis’s KKR & Co., og Philadelphia-baserede FMC". Globalt forbrug kan komme op på 300.000 ton om året i 2020, fra omkring 150.000 ton i 2012, hvis man skal kunne matche efterspørgslen efter lithiumbatterier, der er vokset med omkring 25 % om året, og har overhalet den overordnede stigning i lithium på 4-5 %.

#### Geotermiske brønde
En potentiel kilde er geotermiske brønde. Geotermiske væsker transporterer perkolat til overfladen; generhvervelse af lithium er blevet demonstreret i feltet. Lithium separeres ved simpel filtrering. Processen og miljømæssige omkostninger stammer hovedsageligt fra den allerede-eksisterende brønd, og nettopåvirkningen af miljøet kan således være positiv.

#### Havvand
Lithium er til stede i havvand, men praktiske udvindingsteknikker er endnu ikke blevet kommercialiserede.

### Udvinding

#### Saltlagsfordampning
Pr. 2015 sker størstedelen af verdens lithiumproduktion i Sydamerika, hvor saltlage indeholdende lithium udvindes fra underjordiske pøle og koncentreret fordampning via Solen. I 2010 blev Simbol Materials bevilliget $3 millioner fra det amerikanske energiministerium til et pilotprojekt, der skulle vise, hvorvidt udvinding af højkvalitets-lithium fra geotermiske saltlage er finansielt gennemførligt. Projektet anvender saltlage fra de 49,9-megawatt geotermiske kraftværk Featherstone i Californiens Imperial Valley. Den udvundne væske sendes gennem en række membraner, filtre og adsorberingsmaterialer for at udvinde lithium. Den almindelige udvindingsteknik består i at fordampe vand fra saltlagene. Hver udvinding tager 18 til 24 måneder.

#### Dialyse
I 2015 bekendtgjorde forskere en ny havvands-udvindingsproces ved brug af dialyse. Dialysecellen bruger en superledende membran, og lithium er det eneste ion i havvandet, der kan passere igennem membranen.

#### Omvendt osmose
Omvendt osmose er blevet foreslået som et alternativ, men det er ikke blevet kommercialiseret.

## Anvendelse

### Keramik og glas
Lithiumoxid er ofte anvendt som flux til at forarbejde silica, reducere materialets smeltepunkt og viskositet og føre til glasur med forbedrede fysiske egenskaber, heriblandt lave koefficienter for termisk udvidelse. På verdensplan er dette den enkeltstående største anvendelse af lithiumforbindelser. Glasur indeholdende lithiumoxider anvendes til ovnfaste fade. Lithiumcarbonat (Li2CO3) anvendes generelt til dette, da det konverterer til et oxid ved opvarmning.

### Elektricitet og elektronik
Sent i det 20. århundrede blev lithium en vigtig komponent i batteri-elektrolytter og -elektroder på grund af dets høje elektrodepotentiale. På grund af dets lave atommasse har det et højt ladning- og elektricitet-til-vægt-forhold. Et typisk lithium-ion-batteri kan generere omkring 3 volt pr. celle, sammenlignet med 2,1 volt for bly-syre-batterier eller 1,5 volt for zink-carbon-batterier. Lithium-ion-batterier, som er genopladelige og har en høj energitæthed, bør ikke forveksles med lithiumbatterier, som er engangsanvendelige batterier med lithium eller dets forbindelser som anoden. Blandt andre genopladelige batterier, der anvender lithium, er lithium-ion-polymerbatterier, lithium-jern-fosfat-batterier og nanotrådbatterier.

### Smørefedt
Den tredjestørste anvendelse af lithium er i smørefedt. Lithiumhydroxid er en stærk base og producerer, når det opvarmes med et fedtstof, en sæbe af lithiumstearat. Lithiumsæbe kan fortykke olier og bruges til at fremstille generelt anvendeligt, høj-temperaturs smørefedt.

### Metallurgi
Lithium (i form af eksempelvis lithiumcarbonat) anvendes som et tilsætningsstof ved kontinuert støbning, hvor det øger fluiditet. Det står for 5 % af det globale lithiumforbrug (2011). Lithiumforbindelser anvendes også som tilsætningsstoffer (fluxes) til støbesand til støbejern for at reducere marmorering.
Lithium (som lithiumfluorid) anvendes som tilsætningsstof til aluminiumsmeltere (Hall–Héroult-processen) for at reducere smeltetemperatur og øge elektrisk modstand, hvilket står for 3 % af produktionen (2011).
Når det bruges som flux til svejsning eller lodning fremmer metallisk lithium sammensmeltningen af metaller under processen og eliminerer dannelsen af oxider ved at absorberer urenheder.

Legeringer af metallet med aluminium, cadmium, kobber og mangan anvendes til at fremstille flydele.

### Silicium-nanosvejsning
Lithium har vist sig at være effektivt til at assistere med perfektionen af silicium-nanosvejsninger i elektroniske komponenter til elektriske batterier og andre enheder.

### Andre kemiske og industrielle anvendelser

#### Pyroteknik
Lithiumforbindelser bruges som pyroteknisk farvestof og iltningsmidler i rødt fyrværkeri og nødblus.

#### Luftrensning
Lithiumklorid og lithiumbromid er hygroskopiske og anvendes som tørremiddel til gasstrømme. Lithiumhydroxid og lithiumperoxid er de salte, der oftest bruges i aflukkede miljøer, såsom ombort på rumskibe eller u-både, til fjernelse af kuldioxid og rensning af luften. Lithiumhydroxid absorberer kuldioxid fra luften ved at danne lithiumcarbonat og foretrækkes frem for andre alkaliske hydroxider på grund af dets lave vægt.
Lithiumperoxid (Li2O2) reagerer i tilstedeværelsen af fugt ikke kun med carbondioxid for at danne lithiumcarbonat, men udleder også oxygen. Reaktionen sker således:
2 Li2O2 + 2 CO2 → 2 Li2CO3 + O2.
Nogle af de nævnte forbindelser, såvel som lithiumperklorat, bruges i oxygenlys, der leverer oxygen til u-både. Disse kan også indeholde små mænder bor, magnesium, aluminium, silicium, titan, mangan, og jern.

#### Optik
Lithiumfluorid, dyrket kunstigt som krystal, er klart og gennemsigtigt og bruges ofte indenfor specialiseret optik, der anvender IR, UV og VUV (vakuum-UV). Ud af de fleste almindelige materialer er det et af de, der har lavest brydningsradius og længst transmissionsrækkevidde i den dybe UV. Fint delt lithiumfluorid-pulver er blevet brugt til termoluminiscente radioaktivitetsdosimetre (TLD): når det udsættes for radioaktivitet, akkumulerer det krystallografiske defekter, som, når de varmes op, løser sig ved at udgive et blåligt lys, hvis intensitet er proportionel med den absorberede dosis, hvilket gør det muligt at kvantificere det. Lithiumfluorid anvendes somme tider i teleskopers fokallinser.
Lithiumniobats høje ulinearitet gør det nyttigt indenfor ikkelineær optik. Det bruges udbredt indenfor telekommunikationsprodukter såsom mobiltelefoner og optiske modulatorer til komponenter såsom resonanskrystaller. Lithium anvendes i mere end 60 % af alle mobiltelefoner.

#### Organisk og polymerkemi
Organiske lithiumforbindelser anvendes bredt i produktionen af polymer og finkemikalier. Indenfor polymerindustrien, som er den dominerende forbruger af disse reagenser, er alkyllithiumforbindelser katalysatorer/initiatorer i anionisk polymerisering af ufunktionaliserede alkener. Indenfor produktionen af finkemikalier fungerer organiske lithiumforbindelser som stærke baser og som reagenser i dannelsen af carbon-carbon-bindinger. Organiske lithiumforbindelser forberedes fra lithiummetal og alkyliske halider.
Mange andre lithiumforbindelser bruges som reagenser til at forberede organiske forbindelser. Blandt populære forbindelser er lithiumaluminiumhydrid (LiAlH4), lithiumtriethylborohydrid, n-Butyllithium og tert-butyllithium, der ofte bruges som ekstremt stærke baser kaldet superbaser.

#### Militære anvendelser
Metallisk lithium og dets komplekse hydrider, såsom lithiumaluminiumhydrid, anvendes som højenergi-tilsætningsstoffer til raketbrændstof. Lithiumaluminumhydrid kan også bruges på egen hånd som fast brændstof.
Mark 50-torpedoens "stored chemical energy propulsion system" (SCEPS) anvender en lille tank med svovlhexafluoridgas, som sprøjtes over en blok fast lithium. Reaktionen genererer varme og skaber damp til at drive torpedoen i et lukket Rankine-cyklus.
Lithiumhydrid indeholdende lithium-6 anvendes i brintbomber, hvor det indkapsles i kernen af bomben.

### Nuklear
Lithium-6 værdsættes som et kildemateriale til tritiumproduktion og som neutronabsorber i kernefusion. Naturlig lithium indeholder omkring 7,5 % lithium-6, hvorfra store mængder lithium-6 er blevet produceret via isotopseparation til brug i atomvåben. Lithium-7 er blevet interessant til brug i kølemiddel til kernereaktorer.
Lithiumdeuterid var det foretrukne fusionsbrændstofl i tidlige versioner af brintbomben. Når de bombarderes af neutroner, producerer både 6Li og 7Li tritium — denne reaktion, som ikke var fuldt forstået, da brintbomber oprindeligt blev testet, var ansvarlig for den fuldstændigt overvældende effekt af prøvesprængningen Castle Bravo. Tritium fusionerer med deuterium i en fusionsreaktion, der er relativt nem at opnå. Selvom detaljerne er klassificerede, spiller lithium-6-deuterid tilsyneladende fortsat en rolle som fusionsmateriale i moderne atomvåben.
Lithiumfluorid danner, når det er stærkt beriget i lithium-7-isotopen, den grundlæggende bestanddel i fluor-saltblandingen LiF-BeF2, der anvendes i atomreaktorer med flydende fluor. Lithiumfluorid er usædvanligt kemisk stabilt, og LiF-BeF2-blandinger har lavt smeltepunkt. Herudover er 7Li, Be og F blandt de få nuklider, der har så lavt neutron-tværsnit, at de ikke forgifter fissionsreaktionerne inde i kernefissionsreaktoren.
I konceptualiseret (hypotetisk) kernefusions-kraftværker vil lithium blive brugt til at producere tritium i magnetisk indesluttede reaktorer ved brug af deuterium og tritium som brændstof. Naturligt forekommende tritium er ekstremt sjældent og skal produceres syntetisk ved at lægge et 'tæppe' med lithium omkring den reagerende plasma, så neutronerne fra deuterium-tritium-reaktionen i plasmaet vil fissionere lithiummet og producere mere tritium:
6Li + n → 4He + 3T.
Lithium bruges også som en kilde til alfapartikler eller heliumkerner. Når 7Li bombarderes med accelererede protoner, dannes 8Be, som gennemgår fission for at danne to alfapartikler. Dette, der tidligere blev kaldt at "opsplitte atomet", var den første 100 % menneskeskabte kernereaktion. Den blev produceret af Cockroft og Walton i 1932.
I 2013 bekendtgjorde det amerikanske Government Accountability Office, at en mangel på lithium-7, der var kritisk for driften af 65 ud af 100 amerikanske kernereaktorer, “placerer deres evne til at fortsætte med at levere elektricitet i en vis risiko”. Problemet stammer fra forfaldet i den amerikanske kernekrafts infrastruktur. Det udstyr, der kræves for at separere lithium-6 fra lithium-7, er hovedsageligt efterladenskaber fra den kolde krig. USA lukkede det meste af dette maskineri ned i 1963, da man havde et enormt overskud af separeret lithium, men dette er efterfølgende blevet forbrugt igennem størstedelen af det 20. århundrede. Rapporten meldte om at det ville tage fem år og 10-12 millioner dollars at genetablere evnen til at separere lithium-6 fra lithium-7.
Reaktorer, der anvender lithium-7, opvarmer vand ved højt tryk og overfører varmen gennem varmeoverførsel, der er sårbar for korrosion. Reaktorerne anvender lithium til at modvirke de korrosive effekter fra borsyre, der føjes til vandet for at absorbere overskydende neutroner.

### Lægemidler
Lithium er nyttigt til behandling af bipolar affektiv sindslidelse. Lithiumsalte kan også være nyttige til relaterede diagnoser, såsom skizoaffektiv lidelse og cyklisk depression. Den aktive del af disse salte er lithiumionen Li+. Der kan være forøget risiko for at udvikle Ebsteins anomali i spædbørn, der fødes af kvinder, som har taget lithium under deres graviditets første trimester.
Der er også blevet forsket i lithium som en mulig behandling af Hortons hovedpine.

## Forholdsregler
Lithium er korrosivt og kræver særlig håndtering for at undgå kontakt med huden. Indånding af lithiumstøv eller lithiumforbindelser (som ofte er alkaliske) irriterer til at begynde med næse og hals, men større udsættelse kan forårsage opbygning af væske i lungerne, og føre til lungeødem. Selve metallet er ligeledes farligt, da kontakt med fugt producerer det kaustiske lithiumhydroxid. Lithium opbevares sikkert i ikke-reaktive forbindelser såsom nafta.

### Regulering
Nogle jurisdiktioner begrænser salget af lithiumbatterier, som er den mest tilgængelige kilde til lithium for de fleste forbrugere. Lithium kan bruges til at reducere pseudoefedrin og efedrin til metamfetamin via Birch-reduktion, som anvender alkalimetal-opløsninger opløst i vandfri ammoniak.
Transport og forsendelse af nogle typer lithiumbatterier kan være forbudt om bord på visse typer transport (særligt fly) på grund af de fleste typer lithiumbatteriers evne til meget hurtigt at aflade, når de kortslutter, hvilket kan føre til overophedning og mulig eksplosion i en proces, der kaldes termisk runaway. De fleste lithiumbatterier til almindeligt forbrug har indbygget beskyttelse mod termisk overbelastning for at forhindre denne type hændelser eller er på anden vis designet til at begrænse kortsluttende strøm. Interne kortslutninger fra fabrikationsfejl eller fysisk skade kan dog stadig føre til spontan termisk runaway.